# Hermanos Goncourt

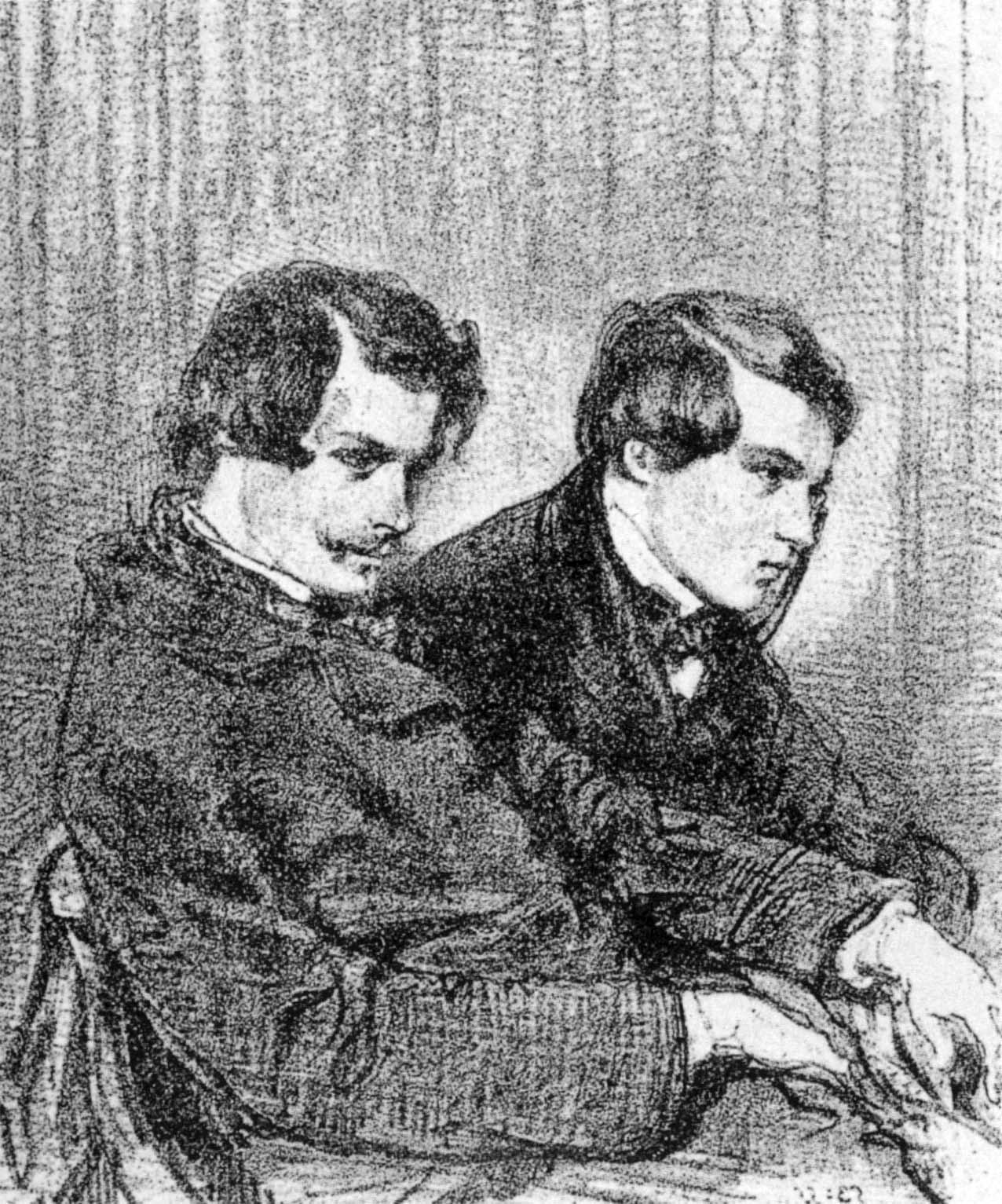

Los hermanos Goncourt fueron dos escritores franceses decimonónicos, pertenecientes a la corriente naturalista: Edmond (Nancy, 26 de mayo de 1822-Champrosay, Dpt. de Essonne, 16 de julio de 1896) y Jules de Goncourt (París, 17 de diciembre de 1830-París, 20 de junio de 1870). Colaboraron de manera conjunta como autores, por lo que la mayor parte de su obra se ha publicado reunida. Tras la muerte de Jules, Edmond estableció en su testamento los términos del Premio Goncourt, que se concedió por primera vez el 21 de diciembre de 1903.[cita requerida]

## Obras conjuntas
- Sœur Philomène (1861)
- Renée Mauperin (1864)
- Germinie Lacerteux (1865)
- Manette Salomon (1867)
- Madame Gervaisais (1869)
- Historie de la societe francaise pendant la revolution (1889)

A esta lista, hay que añadir el Diario ("Journal"), escrito primero por Jules y Edmond, y luego, a la muerte de Jules, continuado por Edmond. Se publicó en varios volúmenes, los primeros aún en vida de los autores, y los últimos con posterioridad a la muerte de Edmond.[cita requerida]